# Citadelcross 2017
De negende editie van de Citadelcross in Namen werd gehouden op 17 december 2017. De wedstrijd maakte deel uit van de wereldbeker veldrijden 2017-2018. De titelverdedigers waren bij de mannen de Nederlander Mathieu van der Poel en bij de vrouwen de Tsjechische Kateřina Nash. Dit jaar wonnen de Belg Wout van Aert en de Britse Evie Richards. Klassementsleiders Van der Poel en Sanne Cant werden resp. derde en twaalfde, maar behielden de leiding in de wereldbeker.

## Mannen elite

### Uitslag
| Plaats | Naam                   | Ploeg                 | Tijd     |
| ------ | ---------------------- | --------------------- | -------- |
| 1      | Wout van Aert          | Crelan-Charles        | 1u07'47" |
| 2      | Toon Aerts             | Telenet-Fidea         | + 1'04"  |
| 3      | Mathieu van der Poel   | Beobank-Corendon      | + 1'06"  |
| 4      | Kevin Pauwels          | Marlux-Napoleon Games | + 1'58"  |
| 5      | Michael Vanthourenhout | Marlux-Napoleon Games | + 2'08"  |
| 6      | Corné van Kessel       | Telenet-Fidea         | + 2'24"  |
| 7      | Marcel Meisen          | Steylaerts-Betfirst   | + 2'37"  |
| 8      | Laurens Sweeck         | ERA-Circus            | + 2'59"  |
| 9      | Daan Soete             | Telenet-Fidea         | + 3'12"  |
| 10     | Quinten Hermans        | Telenet-Fidea         | + 3'21"  |

| Pos. | Punten | Pos. | Punten |
| ---- | ------ | ---- | ------ |
| 1    | 200    | 27   | 33     |
| 2    | 160    | 28   | 32     |
| 3    | 140    | 29   | 31     |
| 4    | 120    | 30   | 30     |
| 5    | 110    | 31   | 29     |
| 6    | 100    | 32   | 28     |
| 7    | 90     | 33   | 27     |
| 8    | 80     | 34   | 26     |
| 9    | 70     | 35   | 25     |
| 10   | 60     | 36   | 24     |
| 11   | 58     | 37   | 23     |
| 12   | 56     | 38   | 22     |
| 13   | 54     | 39   | 21     |
| 14   | 52     | 40   | 20     |
| 15   | 50     | 41   | 19     |
| 16   | 48     | 42   | 18     |
| 17   | 46     | 43   | 17     |
| 18   | 44     | 44   | 16     |
| 19   | 42     | 45   | 15     |
| 20   | 40     | 46   | 14     |
| 21   | 39     | 47   | 13     |
| 22   | 38     | 48   | 12     |
| 23   | 37     | 49   | 11     |
| 24   | 36     | 50   | 10     |
| 25   | 35     | 51-  | 5      |
| 26   | 34     |      |        |

## Vrouwen elite

### Uitslag
| Plaats | Naam                   | Ploeg         | Tijd    |
| ------ | ---------------------- | ------------- | ------- |
| 1      | Evie Richards          |               | 38'49"  |
| 2      | Nikki Brammeier        | Boels Dolmans | + 15"   |
| 3      | Eva Lechner            |               | + 24"   |
| 4      | Katie Compton          |               | + 34"   |
| 5      | Pauline Ferrand-Prévot | Canyon-SRAM   | + 1'06" |
| 6      | Kaitlin Keough         |               | + 1'08" |
| 7      | Kateřina Nash          |               | + 1'14" |
| 8      | Jolanda Neff           |               | + 1'20" |
| 9      | Lucinda Brand          | Team Sunweb   | + 1'29" |
| 10     | Alice Maria Arzuffi    |               | + 1'34" |

| Pos. | Punten | Pos. | Punten |
| ---- | ------ | ---- | ------ |
| 1    | 200    | 27   | 33     |
| 2    | 160    | 28   | 32     |
| 3    | 140    | 29   | 31     |
| 4    | 120    | 30   | 30     |
| 5    | 110    | 31   | 29     |
| 6    | 100    | 32   | 28     |
| 7    | 90     | 33   | 27     |
| 8    | 80     | 34   | 26     |
| 9    | 70     | 35   | 25     |
| 10   | 60     | 36   | 24     |
| 11   | 58     | 37   | 23     |
| 12   | 56     | 38   | 22     |
| 13   | 54     | 39   | 21     |
| 14   | 52     | 40   | 20     |
| 15   | 50     | 41   | 19     |
| 16   | 48     | 42   | 18     |
| 17   | 46     | 43   | 17     |
| 18   | 44     | 44   | 16     |
| 19   | 42     | 45   | 15     |
| 20   | 40     | 46   | 14     |
| 21   | 39     | 47   | 13     |
| 22   | 38     | 48   | 12     |
| 23   | 37     | 49   | 11     |
| 24   | 36     | 50   | 10     |
| 25   | 35     | 51-  | 5      |
| 26   | 34     |      |        |

## Prijzengeld
In onderstaande tabel vindt u de verdeling van het prijzengeld per categorie:
| Pos.   | Mannen elite | Vrouwen elite | Mannen U23 | Mannen junioren |
| ------ | ------------ | ------------- | ---------- | --------------- |
| 1.     | € 5.000      | € 2.000       | € 175      | € 150           |
| 2.     | € 3.500      | € 1.500       | € 120      | € 100           |
| 3.     | € 3.000      | € 1.000       | € 90       | € 70            |
| 4.     | € 2.700      | € 800         | € 70       | € 60            |
| 5.     | € 2.500      | € 600         | € 60       | € 50            |
| 6.     | € 2.000      | € 450         | € 50       | € 50            |
| 7.     | € 1.800      | € 450         | € 50       | € 50            |
| 8.     | € 1.600      | € 450         | € 50       | € 40            |
| 9.     | € 1.400      | € 400         | € 50       | € 40            |
| 10.    | € 1.200      | € 400         | € 50       | € 40            |
| 11.    | € 1.000      | € 300         | € 30       | € 30            |
| 12.    | € 900        | € 300         | € 30       | € 30            |
| 13.    | € 850        | € 250         | € 30       | € 30            |
| 14.    | € 800        | € 250         | € 30       | € 30            |
| 15.    | € 750        | € 250         | € 30       | € 30            |
| 16.    | € 700        | € 200         | € 20       | –               |
| 17.    | € 650        | € 200         | € 20       | –               |
| 18.    | € 600        | € 200         | € 20       | –               |
| 19.    | € 550        | € 200         | € 20       | –               |
| 20.    | € 500        | € 200         | € 20       | –               |
| 21-30  | € 450        | –             | –          | –               |
| 31-40  | € 300        | –             | –          | –               |
| Totaal | € 39.500     | € 10.400      | € 1.015    | € 800           |

2009 · 2010 · 2011 · 2012 · 2013 · 2014 · 2015 · 2016 · 2017 · 2018 · 2019 · 2020 · 2021 · 2022 (EK) · 2023 · 2024
 Jingle Cross · 
 Wereldbeker Waterloo · 
 Duinencross · 
 Denmark Cross
 Wereldbeker Zeven · 
 Citadelcross · 
 GP Eric De Vlaeminck · 
 Wereldbeker Nommay
 GP Adrie van der Poel